# 昌子武司
昌子 武司（しょうじ たけし、1925年 - ）は、日本の教育学者。

## 略歴
島根県生まれ。早稲田大学文学部心理学科、同大学院修士課程修了。アイオワ州立大学附属小児精神医学センター、東京都立教育研究所相談部、国立特殊教育総合研究所、大妻女子大学児童学科教授、兼児童臨床センター教授、エルベ臨床心理研究センター所長。乗馬を趣味とし、大学へ馬で通い、東海道を騎馬旅行した。

## 著書
- 『きみだけではない 不安・劣等感・反抗』ポプラ・ブックス 1972
- 『学習意欲 やる気をおこす導き方』あすなろ書房　1973
- 『逆効果 やればやるほどだめになる』あすなろ書房 1975
- 『子どもに学ぼう 青年教師への手紙』あすなろ書房 1976
- 『やる気の心理学』あすなろ書房 1977
- 『情緒障害』教育出版 1978
- 『自閉児と情緒 個人指導から海外合宿まで』教育出版 1980
- 『リーダーシップ どうすれば部下の能力を引き出せるか』実業之日本社 実日新書 1980
- 『親子関係と情緒』教育出版 1985
- 『昌子武司の教育相談』あすなろ書房 1987
- 『やる気を育てる心理作戦』あすなろ書房 1987
- 『算数のやる気を育てる心理作戦』あすなろ書房 1989
- 『東海道を馬で行く』文芸春秋 1990
- 『育自私論 臨床心理学からの提案』教育出版 1992
- 『学校カウンセラーへの道程 私の出会った「いけず」たち』教育出版　1995
- 『子どもの集中力を育てる』あすなろ書房　1995‐96
- 『育児は「育自」 マザー・ゼミの実践より』あすなろ書房　2003

### 共編著
- 『学校教育相談』編著 誠信書房 1964
- 『父母のための受験相談 勉強の能率を高める精神衛生』編 新光閣書店 1964
- 『学校教育相談入門 志村一中実践記録』編 明治図書出版 1965
- 『1年生の家庭教育 3 きらわれる親好かれる親』山下明治共著 小学館 1973
- 『自閉児の言語獲得 対話ができるまでの記録』浅野昭久共著 教育出版 1982
- 『拾い集めた子どもの心』編　田中教育研究所 1997